# Fäbodmossen
Fäbodmossen este o arie protejată (arie specială de conservare — SAC, sit de importanță comunitară — SCI) din Suedia întinsă pe o suprafață de 104,2 ha, integral pe uscat.

## Localizare
Centrul sitului Fäbodmossen este situat la coordonatele 59°56′40″N 17°19′18″E / 59.9444°N 17.3217°E.

## Înființare
Situl Fäbodmossen a fost declarat sit de importanță comunitară în ianuarie 1998 pentru a proteja 1 specie de plante. Situl a fost protejat și ca arie specială de conservare în martie 2011.

## Biodiversitate
Situată în ecoregiunea boreală, aria protejată conține 3 habitate naturale: Mlaștini împădurite, Taiga vestică, Mlaștini turboase de tranziție și turbării mișcătoare.
La baza desemnării sitului se află o specie protejată de  plante: Buxbaumia viridis.